# District de Pont-Croix
Le district de Pont-Croix est une ancienne division territoriale française du département du Finistère de 1790 à 1795.
Il était composé des cantons de Pontcroix, Audierne, Cléden, Douarnenez, Plogastel, Plonéour, Plozevet et Tréogat.